# Viviane Baladi
Viviane Baladi (Suíça, 23 de maio de 1963) é uma matemática francesa, trabalha com sistemas dinâmicos. É diretora de pesquisas do Centre national de la recherche scientifique (CNRS) na França. Natural da Suíça, é cidadã naturalizada da França.

## Formação e carreira
Baladi obteve os graus de mestrado em matemática e ciência da computação em 1986 na Universidade de Genebra, onde obteve um doutorado em 1989, orientada por Jean-Pierre Eckmann, com a tese Fonctions zêta, fonctions de corrélation et etats d'équilibre pour quelques systèmes dynamiques non Axiome A.
Começou a trabalhar no CNRS em 1990, com um afastamento de 1993 a 1999, quando lecionou no Instituto Federal de Tecnologia de Zurique e na Universidade de Genebra. Também passou um ano como professora na Universidade de Copenhague em 2012–2013.

## Livros
- Positive Transfer Operators and Decay of Correlation (Advanced Series in Nonlinear Dynamics 16, World Scientific, 2000)[3]
- Dynamical Zeta Functions and Dynamical Determinants for Hyperbolic Maps: A Functional Approach (Ergebnisse der Mathematik und ihrer Grenzgebiete 68, Springer, 2018).

## Reconhecimentos
Foi palestrante convidada do Congresso Internacional de Matemáticos em Seul (2014: Linear response, or else), palestrando na seção sobre "Dynamical Systems and Ordinary Differential Equations".